# ИнтерХим
ОДО «ИнтерХим» — украинское фармацевтическое предприятие. Специализируется на производстве твёрдых лекарственных форм.

## История
Основателями компании выступили пятеро аспирантов-химиков из Одессы. 31 декабря 1989 года они открыли молодёжное хозрасчётное предприятие, которое занималось синтезом макрогетероциклических соединений. Первый контракт был заключён с Казанским государственным университетом: предприниматели продали туда 20 г химического реактива.
В 1991 году партнёры взяли в аренду опытное производство Академии наук в Одессе. Предприятие возобновило производство субстанции, из которой в Москве производили препарат «Феназепам».  В 1992 было зарегистрировано Совместное украинский-бельгийское химическое предприятие «ИнтерХим». Первые годы предприятие производило биологически активные вещества для продажи другим фармацевтическим заводам, которые производили из них таблетки.  В 2002 году компания приступила к строительству участка по производству готовых лекарственных средств GMP стандарта. В августе 2003 года предприятие выпустило первую таблетку.

## Деятельность
«ИнтерХим» производит только твёрдые лекарственные формы: таблетки, капсулы и саше. Основную часть производства предприятия составляют препараты: «Феназепам», «Амиксин», «Гидазепам» и «Левана». Эти препараты были разработаны в сотрудничестве Физико-химического института имени А. В. Богатского НАН Украины, Одесского национального университета имени И. И. Мечникова, НИИ фармакологии  Российской АМН и «Интерхим». За их разработку коллектив сотрудников ФХИ им. А. В. Богатского НАН Украины и ОАО «Интерхим» получили Государственную премию Украины в области науки и техники 2017 года.
Кроме этого предприятие производит жаропонижающие лекарства («Амицитрон», «Амифена»), профилактические средства (Витамин C), а также диетические добавки.
«ИнтерХим» является представителем на Украине немецкой компании Meggle, а также занимается дистрибуцией европейских косметических брендов Di Palomo (Англия), Bomb Cosmetics (Get Fresh Cosmetics, Англия), Silver Care (Spazzolificio PIAVE S.p.A., Италия).
В Одессе работают шесть аптек «ИнтерХим».

## Скандалы
В 2018 году офис «ИнтерХима» пикетировали представители одесской ячейки всеукраинского объединения «Сокол». Они требовали остановить так называемую «аптечную наркоманию» (в 2011 году аптечная сеть «ИнтерХим» получила лицензию на розничную реализацию наркотических и психотропных препаратов). Однако в компании отвергли обвинения, подчеркнув, что занимаются исключительно легальной продажей контролируемых рецептурных препаратов.